# Густав Борм
Густав Борм (нім. Gustav Borm) — німецький льотчик-ас, унтерофіцер Імперської армії.

## Біографія
Учасник Першої світової війни. В серпні 1918 року почав службу в 1-й винищувальній ескадрильї. 27 вересня збив літак Dolphin з 19-ї ескадрильї, який пілотував капітан Сесіл Гарднер, кавалер хреста «За видатні льотні заслуги», який на той момент мав на своєму рахунку 10 перемог. Гарднер помер через три дні внаслідок поранень. До кінця війни Борм здобув п'ять зареєстрованих перемог.